# Buggio
Buggio is een plaats (frazione) in de Italiaanse gemeente Pigna.